# Маховский, Игнаций
Игна́ций Махо́вский (пол. Ignacy Machowski; 5 июля 1920 — 11 января 2001) — польский актер театра, кино, радио и телевидения.

## Биография
Игнаций Маховский родился в Жешуве. Дебютировал на сцене в 1944 году, после окончания войны зачёл актёрский квалификационный экзамен. Он затем работал в театрах в разных польских городах (Жешув, Еленя-Гура, Вроцлав, Варшава, Гданьск, Познань, Лодзь). В совокупности в театре он сыграл более 600 ролей, тысячи — в радиоспектаклях. Снялся более чем в 50 фильмах. Последний раз на сцену театра вышел в январе 2000 года. Умер в Варшаве, похоронен на кладбище Старые Повонзки.

## Избранная фильмография
- 1954 — Недалеко от Варшавы / Niedaleko Warszawy — партийный секретарь
- 1955 — Ирена, домой! / Irena do domu! — Зигмунт, парикмахер
- 1956 — Загадка старой штольни / Tajemnica dzikiego szybu  — инспектор
- 1956 — Тень (Кто он?) / Cień — Бискупик
- 1958 — Эроика / Eroica — майор Гром
- 1958 — Пепел и алмаз / Popiół i diament — майор Флориан
- 1959 — Орёл / Orzeł — боцман Мирта, радиотелеграфист
- 1959 — Безмолвная звезда / Milcząca Gwiazda / Der schweigende Stern (Польша / ГДР) — Солтык, ведущий инженер экспедиции
- 1959 — Загадочный пассажир (Поезд) / Pociąg — пассажир
- 1960 — Цена одного преступления / Historia współczesna — Борковский, инженер (нет в титрах)
- 1960 — Стеклянная гора / Szklana góra — Флёрчак
- 1961 — Минувшее время / Czas przeszly — адвокат
- 1962 — Завтра премьера / Jutro premiera — профессор Марцелли Виттинг
- 1962 — Дом без окон / Dom bez okien — инспектор
- 1963 — Девушка из банка / Zbrodniarz i panna — Шиманский
- 1963 — Раненый в лесу / Ranny w lesie — майор (нет в титрах)
- 1964 — Встреча со шпионом / Spotkanie ze szpiegiem — Бернард
- 1966 — Марыся и Наполеон / Marysia i Napoleon — генерал Дюрок
- 1967 — Клуб шахматистов / Klub szachistów — вводящий в клуб
- 1968 — Ставка больше, чем жизнь / Stawka większa niż życie (телесериал) — штандартенфюрер Дибелиус (в сериях 6 и 10)
- 1970 — Колумбы / Kolumbowie (телесериал) — представитель лондонского совета (только в серии 2)
- 1971 — Беспокойный постоялец / Kłopotliwy gość — член комиссии из электростанции
- 1972 — Освобождение — подпольщик «Старый»
- 1972 — На краю пропасти / Na krawedzi — аптекарь
- 1975 — Казимир Великий / Kazimierz Wielki — король Владислав Локетек, отец Казимира III
- 1978 — Дьявол / Bestia — Казимеж Ружаньский, дядя Павла
- 1979 — Отец королевы / Ojciec królowej — маркиз де Ла Гранж д’Аркьен, отец королевы Марии Казимиры
- 1980 — Контракт / Kontrakt — друг Адама
- 1986 — Предупреждения / Zmiennicy (телесериал) — Владислав Пюрецкий, отец Катажины
- 1995 — История о мастере Твардовском / Dzieje mistrza Twardowskiego — преподаватель в университете
- 1996 — Автопортрет с любимой / Autoportret z kochanką — председатель художественной группы «Параллакс»

## Признание
- 1954 — Золотой Крест Заслуги.
- 1963 — Орден «Знамя Труда» 2-й степени.
- 1967 — Нагрудный знак 1000-летия польского государства.
- 1970 — Орден Ленина.
- 1972 — Золотая Медаль «За заслуги при защите страны».
- 1978 — Награда председателя «Комитета в дела радио и телевидение» за радио творчество.
- 1979 — Заслуженный деятель культуры Польши.
- 1979 — Орден «Знамя Труда» 1-й степени.